# Izumi, Osaka

Izumi (和泉市 Izumi-shi?) este un municipiu din Japonia, prefectura Osaka.